# Filippo Preziosi
Filippo Preziosi (Perugia, 14 aprile 1968) è un dirigente sportivo e ingegnere italiano.

## Biografia

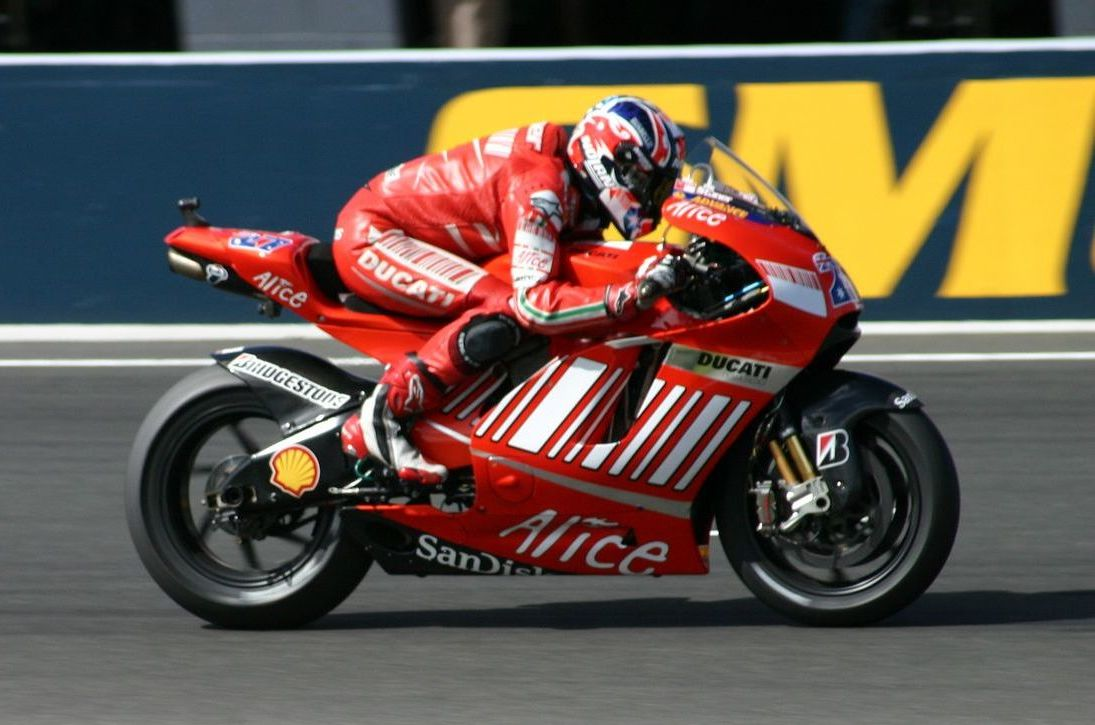
La Ducati Desmosedici progettata da Preziosi, qui nella versione 2007 portata al titolo iridato della classe MotoGP da Casey Stoner.

Nato e cresciuto a Perugia, ha poi conseguito la laurea in ingegneria meccanica presso l'Università di Bologna. Successivamente ha svolto il servizio militare come ufficiale di complemento del Corpo del Genio Navale della Marina Militare Italiana, presso l'Accademia Navale di Livorno.
Entrato in Ducati nel 1994, da qui in avanti ha coordinato un gruppo di persone, inizialmente piccolo, poi sempre più numeroso, che ha progettato, a partire dalla Ducati 916 stradale, la versione da corsa destinata al Campionato mondiale Superbike. In seguito ha sviluppato moto e motore da corsa, generando le versioni 996 e 998.
Nel periodo 1996-1999, oltreché alla progettazione delle moto da corsa, si è dedicato alla produzione di serie come responsabile dell'ufficio tecnico; in particolare, ha coordinato il gruppo che ha sviluppato il motore per moto di serie e da corsa Testastretta, che ha debuttato sulla 998.
A partire dal 1999 ha assunto l'incarico di Direttore Tecnico di Ducati Corse e, in tale posizione, ha curato la progettazione e lo sviluppo della moto e del motore 999 per il Campionato mondiale Superbike e del prototipo Desmosedici per il campionato MotoGP.
Nel 2000, a causa di un incidente in moto durante un viaggio in Africa, ha perso l'uso delle gambe e, da allora, ha anche difficoltà di movimento negli arti superiori. Ciò nonostante prosegue la sua carriera e nel 2003 diviene Direttore Generale di Ducati Corse: sotto il suo mandato tecnico, nel 2007 la casa bolognese ha vinto il titolo MotoGP con Casey Stoner, a trentatré anni dal precedente successo di un marchio italiano nella classe regina del motomondiale.
Nel 2012 viene sostituito nella carica di DG del reparto corse da Bernhard Gobmeier, venendo contestualmente nominato Direttore Ricerca & Sviluppo di Ducati Motor Holding. L'anno seguente annuncia le proprie dimissioni dall'azienda di Borgo Panigale, per motivi di salute.